# As Simiya
As Simiya (in arabo السيمياء‎?) è un villaggio palestinese nel Governatorato di Hebron, situato 14 chilometri a ovest della città di Hebron.